# Li Wangyang
Li Wangyang (李旺陽/李旺阳) (né le 12 novembre 1950 dans le Hunan et mort le 6 juin 2012  à Shaoyang) est un militant des droits du travail et un dissident chinois, membre du syndicat  « Fédération autonome des travailleurs » et président de la section de la ville de Shaoyang. À la suite de son rôle dans les évènements liés aux Manifestations de la place Tian'anmen en 1989, il a été emprisonné sur des accusations de « propagande contre-révolutionnaire », et d'« incitation à la subversion ». Il a passé 22 ans en prison, soit la plus longue durée connue parmi les survivants chinois militants pour la démocratie de 1989.
Le 6 juin 2012, un an après sa sortie de prison, il a été trouvé « pendu » dans une chambre d'hôpital dans des conditions jugées suspectes. Les conditions de son décès ont entraîné de fortes réactions aussi bien en Chine qu'en Occident.

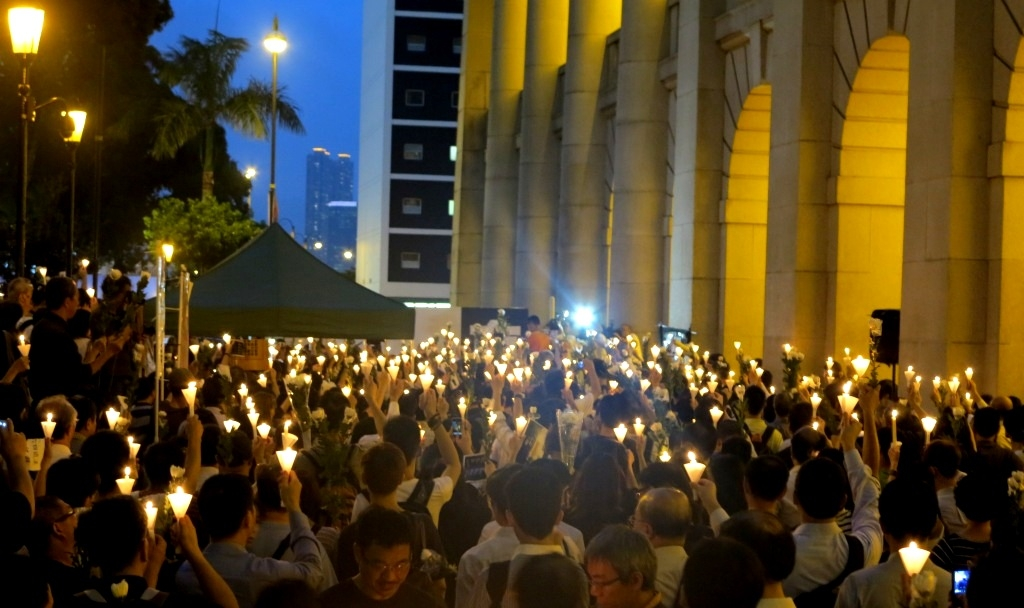
Manifestation aux bougies, célébrant le 7e jour du décès de Li Wangyang.

## Dissidence et détention
Li Wangyang était un ouvrier travaillant dans l'industrie du verre, à Shaoyang, (province du Hunan). Sensibilisé à la réflexion politique lors de l'épisode du Mur de la démocratie, il y fonde un syndicat en 1983. Après les manifestations de la place Tian'anmen, il place dans les rues de la ville des affiches incitant à la grève générale pour manifester un soutien aux victimes de l’événement. À la suite de son rôle de meneur syndicaliste dans ces révoltes ouvrières Li Wangyang est condamné à 13 ans de prison, pour « crimes contre-révolutionnaires ». Il est libéré par anticipation deux ans avant l'échéance de sa peine, dans un état de santé fortement dégradé en raison de ses conditions de détention, dans un cachot de 2 mètres sur 2, avec des entraves de 50 kg aux pieds. Quasiment sourd et aveugle, atteint de différentes autres pathologies, il tente de faire reconnaître la responsabilité des autorités chinoises, ce qui lui vaut une peine supplémentaire de dix ans de prison, prononcée en 2001. Il est libéré après 22 ans cumulés de détention et hospitalisé à la fin de sa seconde peine, en 2011.

### Témoignage moral
Lors de son apparition publique sur une chaîne de télévision à Hong Kong, Li WangYang, avait dénoncé les sévices dont il avait été l'objet lors de son emprisonnement, et avait affirmé « Je jure de me battre encore et toujours contre la dictature du parti unique… Ses jours sont désormais comptés car, regardez, Taïwan est devenue une démocratie, et même la Birmanie semble sur le point de renoncer au régime du parti unique » puis « Je ne regrette rien. Même si on m’avait guillotiné, je n’aurais rien regretté, et j’estime être de mon devoir de continuer à me battre pour que la Chine adopte un système multipartis ».

## Mort
Le 6 juin 2012, il meurt un an après sa libération de prison, à l'hôpital. Li a été trouvé mort dans sa chambre à l’hôpital Daxiang où il était soigné pour sa maladie cardio-vasculaire et diabète, debout sur ses pieds avec une bande de tissu nouée autour de son cou et attachée à un barreau de fenêtre. Sa sœur Li Wangling et son mari Zhao Baozhu auraient reçu un appel téléphonique vers 6h00 du matin pour passer à l’hôpital. Ils arrivèrent à l'hôpital peu de temps après pour constater sa mort. Selon son beau-frère, le corps était « sur ses pieds à côté du lit, avec une bande blanche de tissu serrée autour de son cou et attachée à un barreau de la fenêtre ». Les autorités avaient promis aux parents une autopsie officielle. Malgré l'interdiction de prendre des photos, quelques images et une vidéo de son état apparurent sur l'Internet,,. Plus tard, i-Cable Télévision Hong Kong a indiqué que des fonctionnaires avaient tenté de persuader les membres de la famille de faire incinérer le corps de Li immédiatement.
Les autorités ont prononcé le suicide dans une annonce, mais cette dernière a causé l'indignation au sein de la communauté dissidente chinoise. La famille de Li a demandé comment ce vieillard aveugle et presque sourd aurait pu être capable de s'ôter la vie. Même sans prendre en compte la surveillance dont il faisait l'objet, Li pouvait « à peine tenir un bol sans que les mains tremblent ». Les amis et militants locaux allèguent fortement que Li avait « été suicidé » (被自殺 : subir un suicide), et a formé un « Comité en quête de la vérité sur la mort de Li »,. The Wall Street Journal a commenté que les activistes chinois, dont Hu Jia, sur Twitter avaient fait leurs propres déclarations qu'ils n'avaient pas d'intention de se suicider (#我不自杀). Pour éviter la censure sur Internet, « être suicidé » est devenu un terme Web de recherche de choix.
Selon Human Rights in China, la sœur de Li a été arrêtée par la suite par la police et détenue dans un hôtel. Les médias ont rapporté que la famille Li faisait l'objet de pressions pour consentir à une autopsie, et que la police avait donné un ultimatum pour le midi du 8 juin. Les membres de la famille se sont vu refuser l'accès au corps après que la police l'eut retiré de l'hôpital. Les parents étaient pourtant prêts à accorder une autopsie, sous réserve de la présence d'un avocat indépendant ne provenant pas de Shaoyang. Le 8 juin, une autopsie du corps de Li a été effectuée par les autorités à Shaoyang, apparemment contre la volonté de sa famille, et le corps fut incinéré le lendemain,. Selon le Centre d'information pour les droits de l'homme et la démocratie, un membre anonyme du personnel d'une entreprise de pompes funèbres a laissé entendre que le gouvernement a ordonné la crémation ; un autre travailleur a déclaré à la télévision que la sœur de Li et son beau-frère avaient donné leur consentement.
Les autorités de la ville de Shaoyang ont affirmé que d'autres patients de sa chambre auraient vu Li « se conduire de façon étrange », et se tenir près de la fenêtre à 3 heures du matin le jour de sa mort, et qu'il n'y avait pas d'autres ecchymoses sur son corps. Selon le communiqué, « les images de caméra de surveillance ont montré que durant la nuit où Li Wangyang est mort, aucune personne suspecte n'a pénétré dans la chambre, sauf ceux qui partageaient la chambre de Li ainsi que le personnel hospitalier ... La porte du service n'a pas été forcée ».
Les autorités de Shaoyang ont déclaré que l'autopsie avait été menée par quatre légistes de l'Université Sun-Yat-sen le 8 juin, et que l'ensemble du processus avait été filmé et contrôlé par les médias, les membres du Congrès National du Peuple et la Conférence des consultative du peuple chinois. Le rapport de l'autopsie était attendu sous quatre jours. La ville a continué à affirmer que Li s'était suicidé, que son corps avait été incinéré à la demande de sa famille, et que ses cendres avaient été enterrées sous la supervision de sa sœur et son beau-frère.

### Réactions internationales
Le lendemain, plus de 2 700 personnes, dont le dissident Ai Weiwei, ont signé une pétition en ligne appelant à une enquête indépendante. Le Centre d'information pour les droits de l'homme et la démocratie a soulevé la possibilité que « les surveillants l'aient torturé à mort, puis maquillé sa mort en suicide ». Amnesty International a réclamé au gouvernement chinois « une enquête approfondie sur les circonstances entourant le décès de Li Wangyang et de prendre au sérieux les allégations formulées par sa famille et ses amis selon lesquelles il ne s'agit pas d'un suicide ».
De l'avis de plusieurs observateurs cités par le journal La Croix, ce décès s'inscrit dans une logique de musellement de la dissidence et des médias à l'approche du renouvellement des dirigeants chinois, plusieurs autres dissidents ayant été condamnés sous le motif fourre-tout d" « incitation à la subversion du pouvoir de l'État ».
Selon RFI, 'Li Wangyang' (李旺陽/李旺阳) a été un paramétré interdit dans les moteurs de recherche internet; les personnes le soutenant ont fait l'objet de pressions en vue de les dissuader de ce soutien.

### Réception à Hong Kong

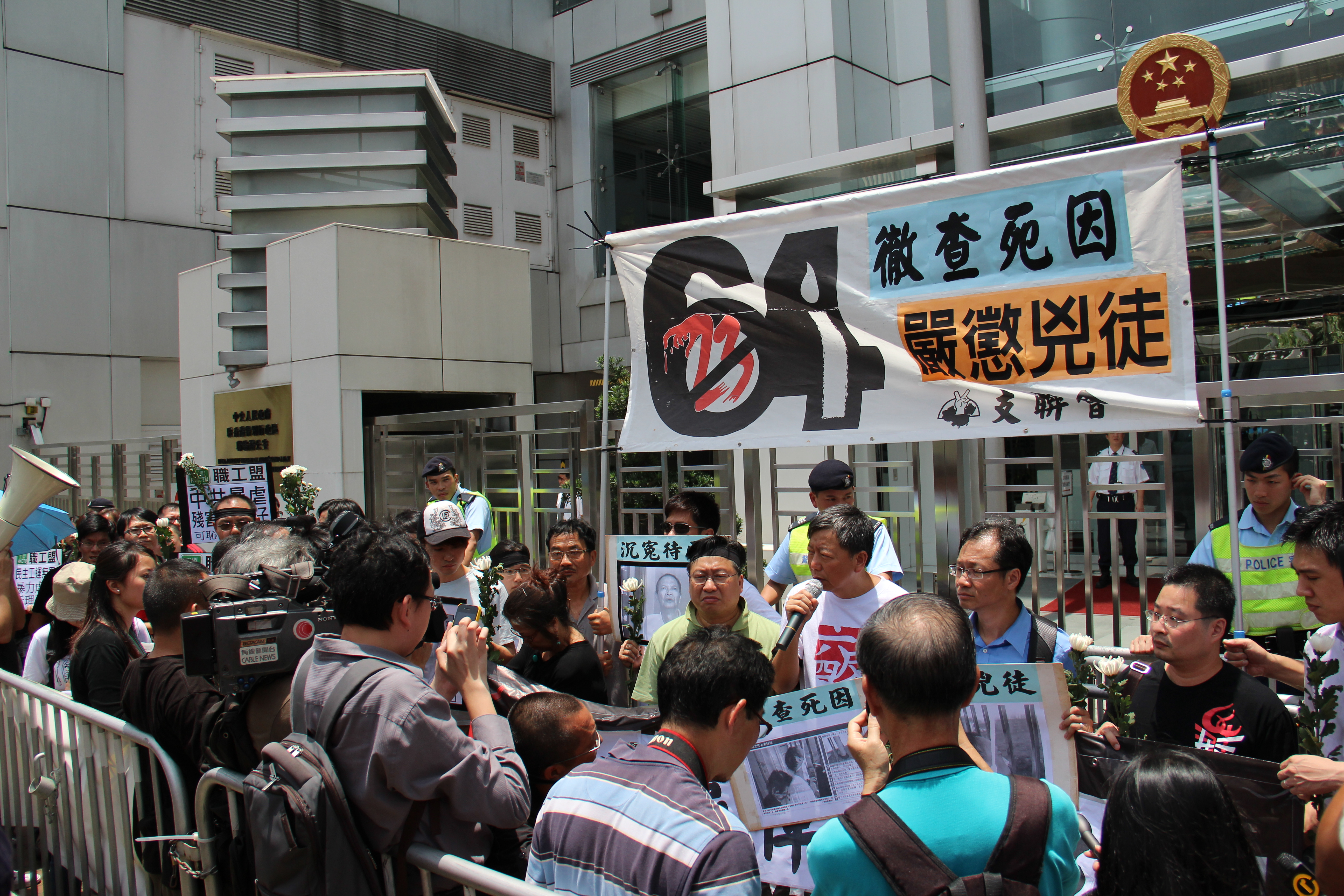
Le 7 juin, plusieurs organisations de Hong Kong ont manifesté devant le bureau de liaison du gouvernement central

L'Alliance de Hong Kong pour le soutien aux mouvements patriotiques et démocratiques en Chine a démenti les allégations selon lesquelles Li se serait suicidé. Son animateur, Lee Cheuk-yan a fait valoir le maintien de son soutien à la démocratie tout au long de son emprisonnement, et que son mauvais état de santé ne lui permettait pas de se pendre sous la surveillance des gardes de sécurité nationale. Kinseng Lam, qui avait eu un dernier entretien avec Li, a dénoncé le meurtre ; selon lui, c'est cet entretien qui a conduit à son meurtre. Sa mort et ses conséquences secouèrent les politiciens de Hong Kong. Alan Leong, le législateur du Parti civique à Hong Kong, dit que Li aurait fait « le dernier sacrifice » pour son interview à la chaîne télévision iCable. Plusieurs députés hongkongais à l'Assemblée populaire nationale (APN), dont le président du Parti libéral Miriam Lau, Maria Tam, Michael Tien, ont appelé le gouvernement central à se pencher sur ce cas,. Notamment, le législateur hongkongais Ip Kwok Him du DAB, après avoir déclaré la manifestation « inutile », a par la suite changé d'avis au vu des événements rapportés dans la presse et exprimé son intention d'écrire ses préoccupations aux dirigeants à Pékin. Lors du City Forum, Lew Mon-hung venant à la défense du gouvernement central, a expliqué qu'il restait toujours une incertitude sur la qualification de suicide ou d'homicide à attribuer à la mort de Li.
Selon les organisateurs, la manifestation du 10 juin à Hong Kong, réclamant une enquête approfondie sur la mort de Li, a rassemblé 25 000 personnes. La police a estimé le nombre de participation à 5 400,.
Les éditoriaux publiés dans les principaux journaux évoquent tous la mort de Li comme étant « suspecte », déclarent que la publicité en cours sur le cas est défavorable à l'image de la Chine, et qu'il serait dans l'intérêt de la Chine que les autorités centrales enquêtent sur cette mort de manière transparente,.